# R9 (België)
De R9/E420 is een ringweg rondom het centrum van de Belgische stad Charleroi. De weg is ingericht als autosnelweg en vormt een volledige lus van een vijftal kilometer. Opmerkelijk echter is dat de ring slechts één rijrichting heeft: de drie rijvakken lopen in tegenwijzerzin om de stadskern heen, over een aantal bruggen en door een aantal tunnels.
De snelweg heeft (inclusief de knooppunten) 11 afritten en 8 opritten, opvallend daarbij zijn dat er ook veel op- en afritten aan de linkerkant van de weg zijn. In 2023 zijn de afritten hernummerd van 1 tot 12, hierbij ontbreekt afrit 3.
De R9/E420 vormt eveneens de verbinding tussen de A54/E420 vanuit het noorden naar de stad met de A503 uit het zuiden. 
De Europese weg E420 (Nijvel - Charleroi - Reims) over de autosnelwegen A54 en de R9, maar daarna wordt tot de Franse grens nabij Rocroi de gewestweg N5 gevolgd.
De grote ring rond Charleroi is de R3; de kleinste en derde ring van Charleroi loopt over de R51-R51a.

## Rondrit over en langs de R9 in foto's

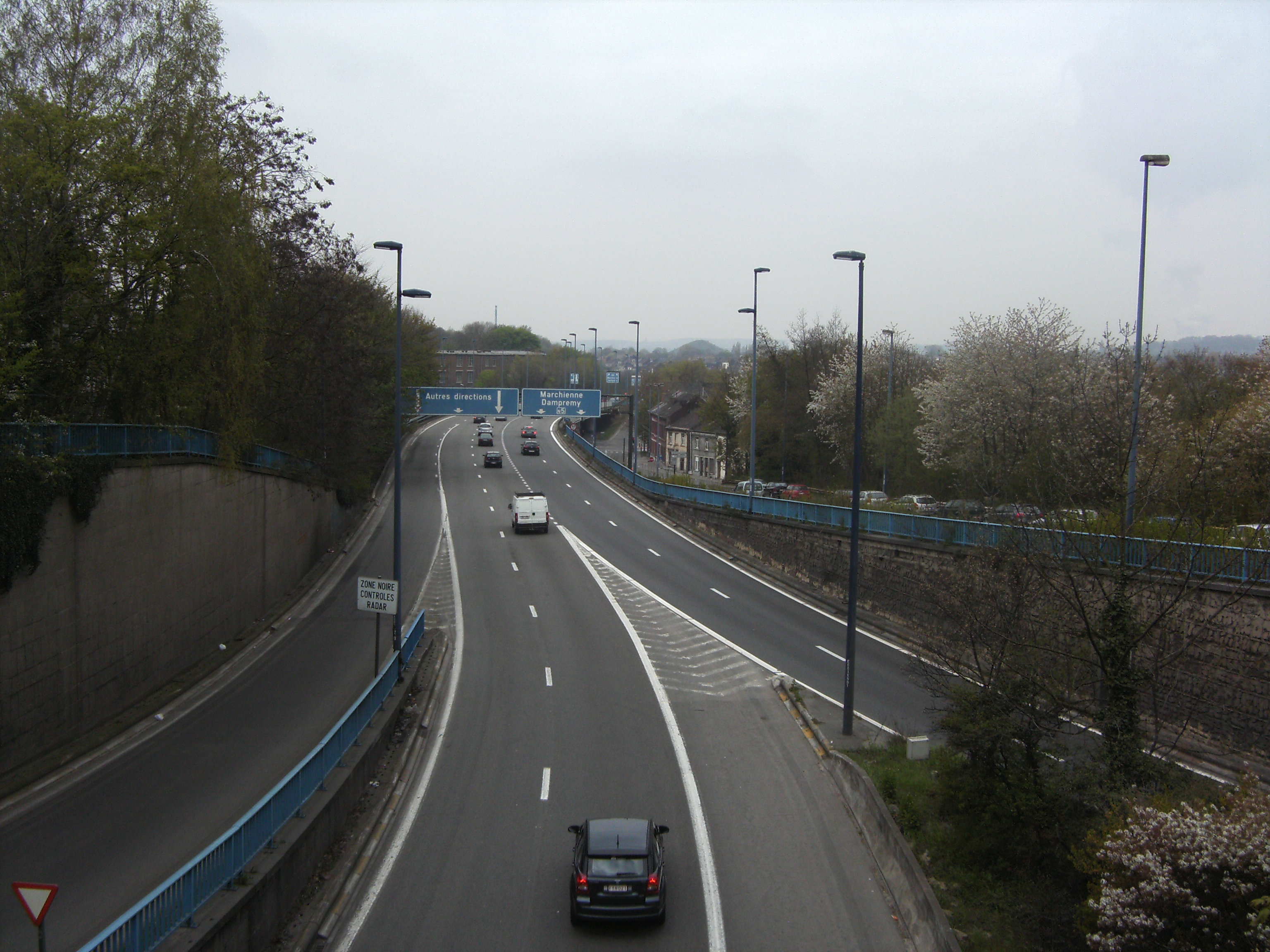
R9 ter hoogte van de uitrit van de tunnel du square Hiernaux. Rechts voegt de A54 vanuit het noorden zich bij de ring.
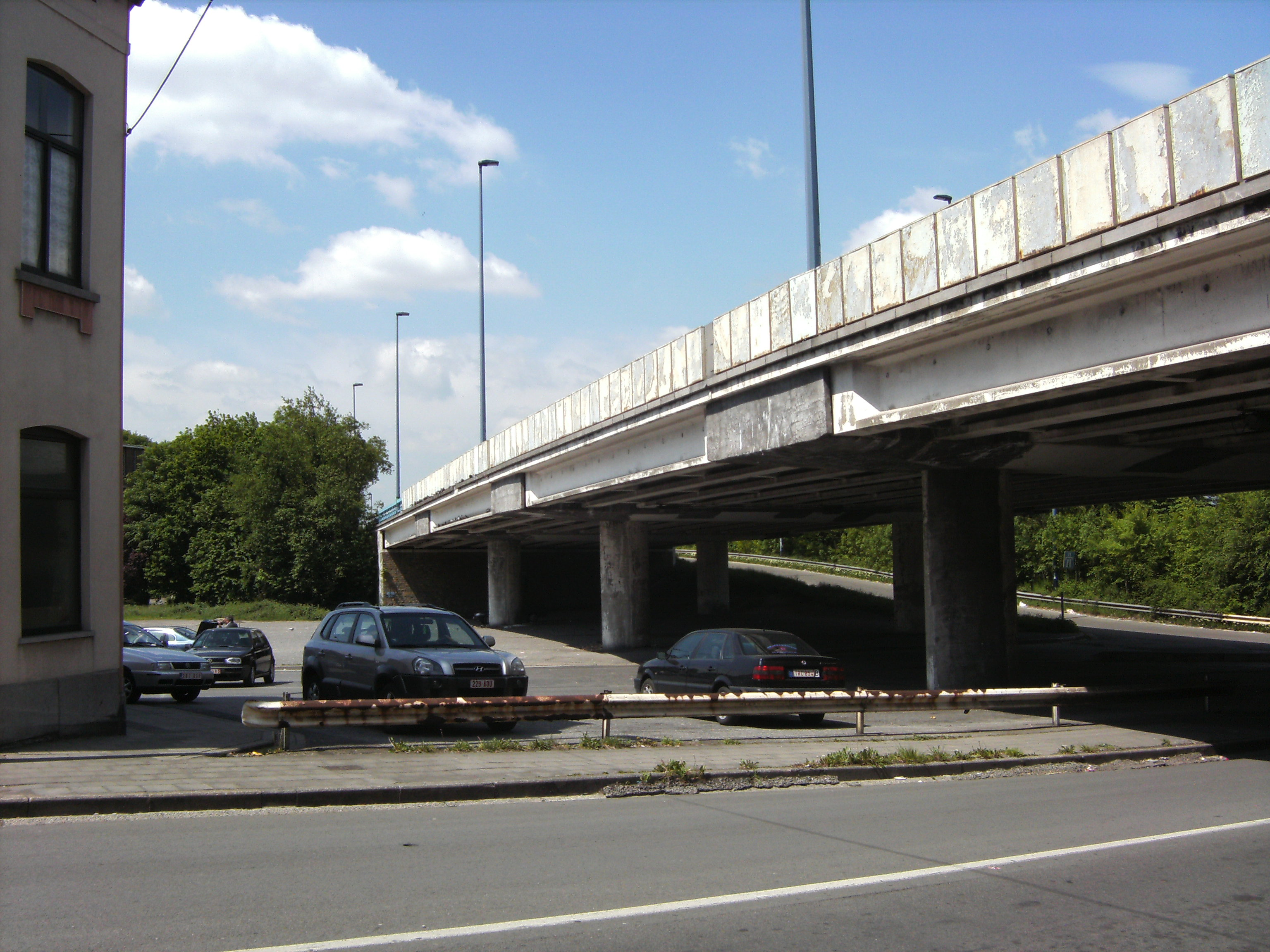
Viaduct over de Place de la Broucheterre
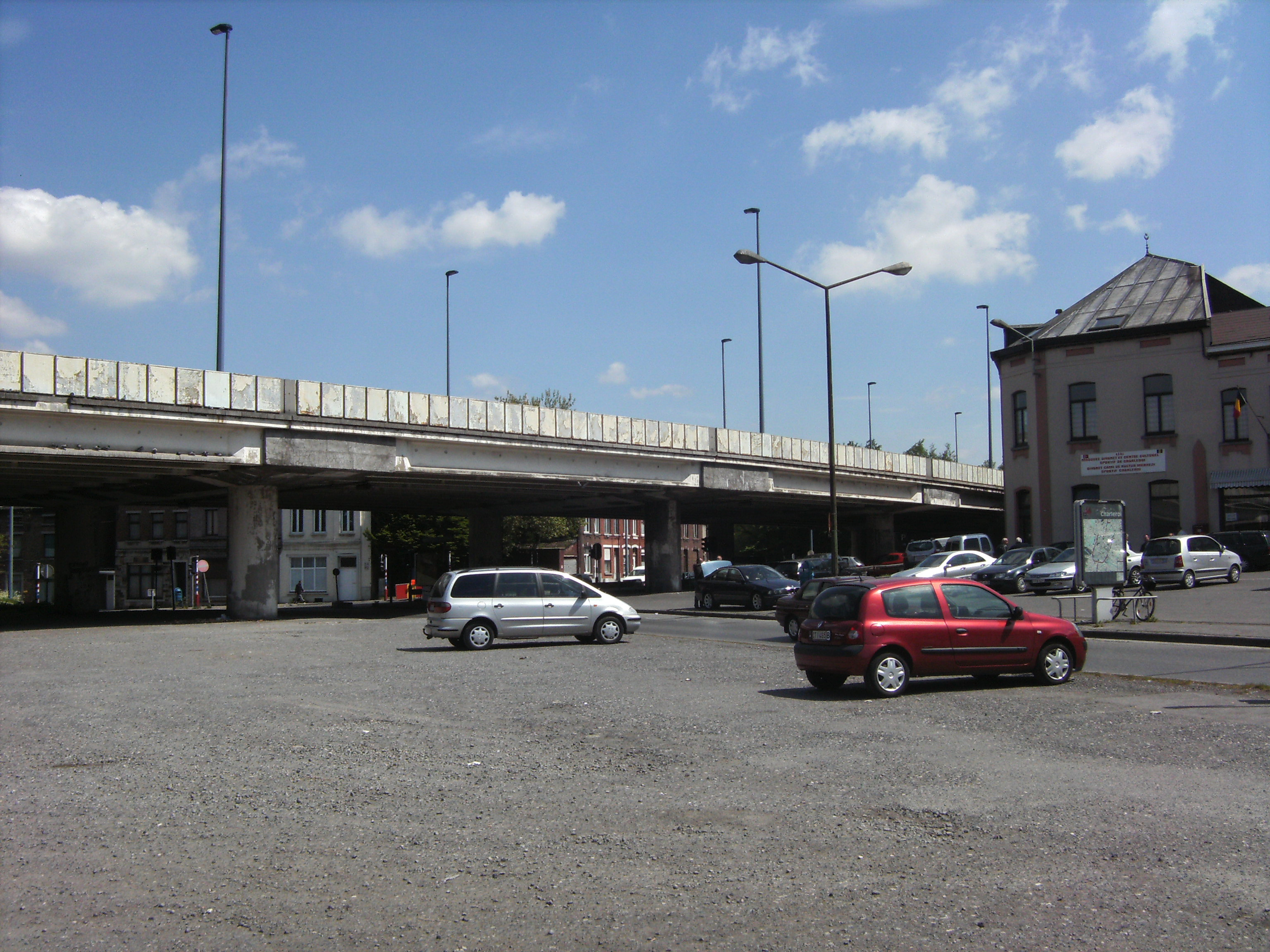
Viaduct over de Place de la Broucheterre
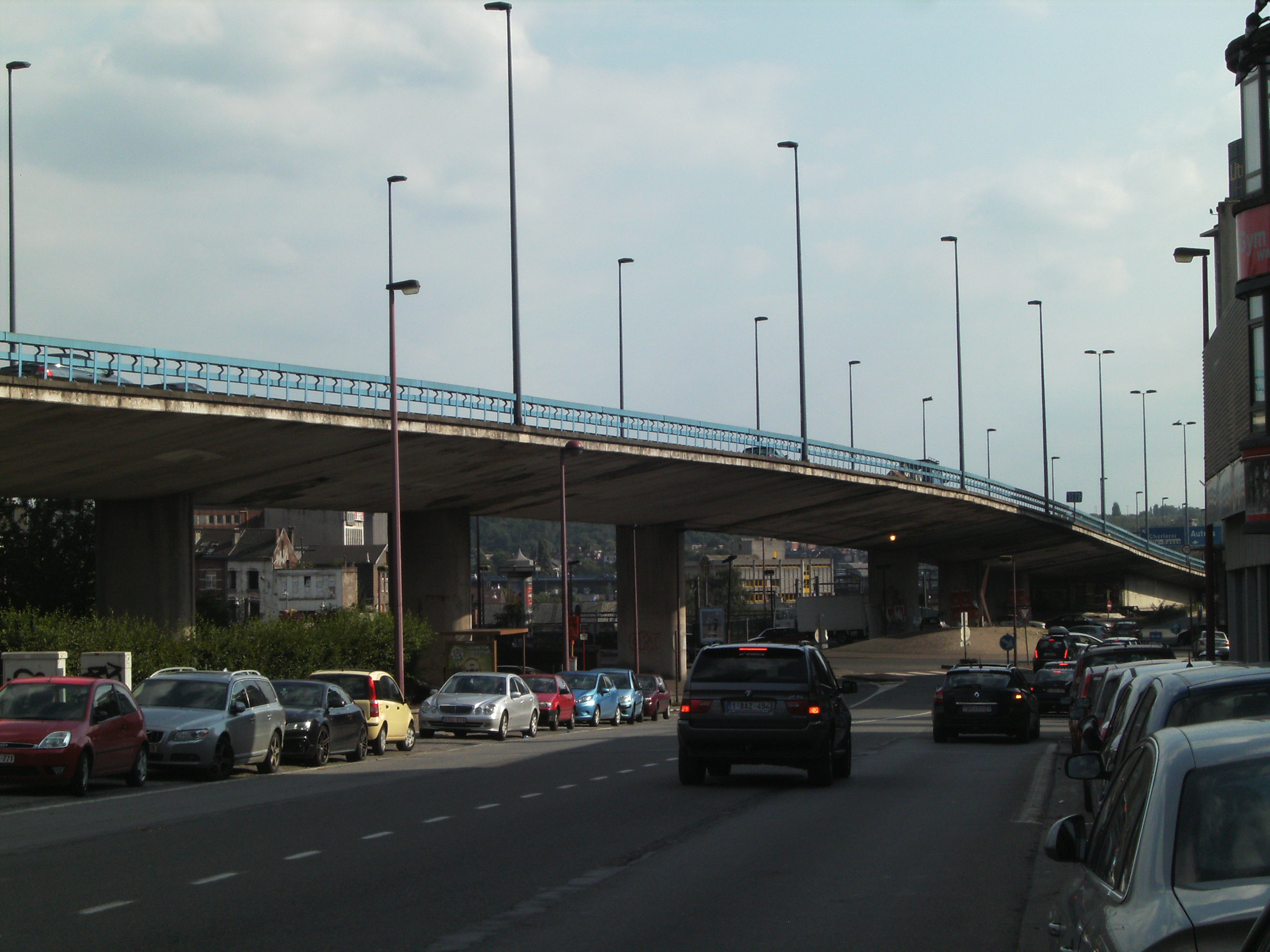
Viaduct gezien vanaf de Chaussée de Bruxelles.
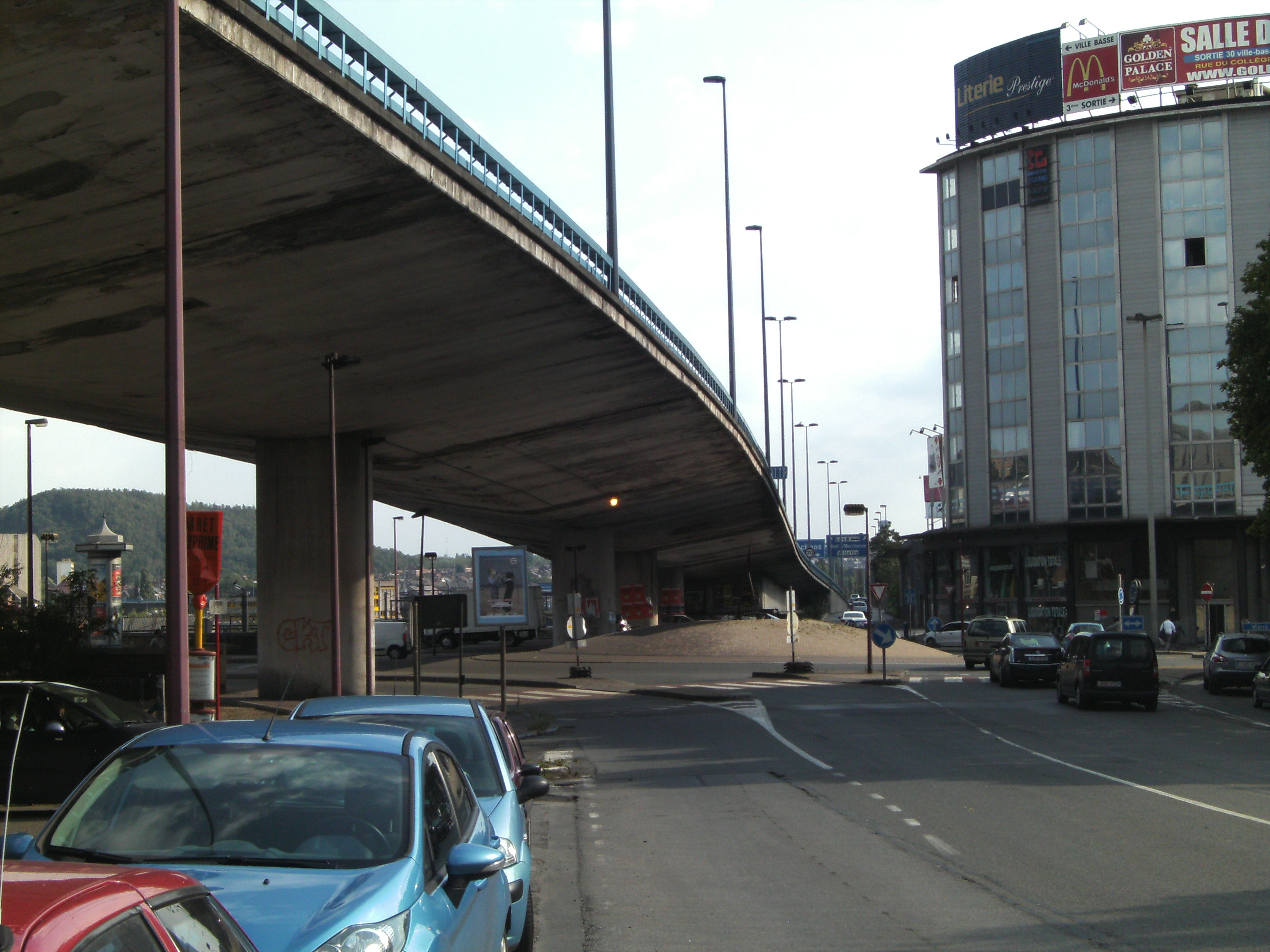
Kruising met de Chaussée de Mons, gezien vanaf de Chaussée de Bruxelles.
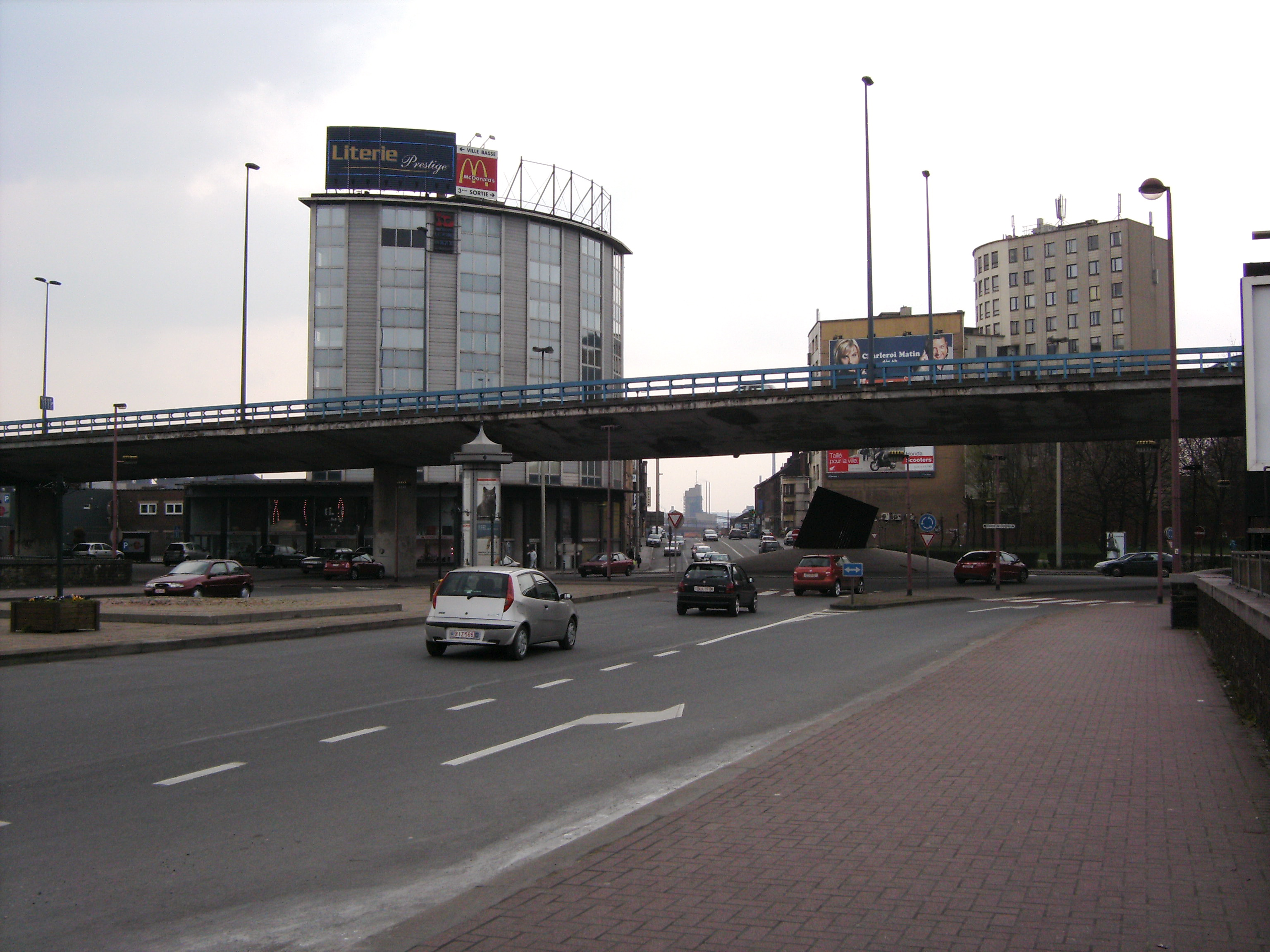
Viaduct op de plek die "le Viaduc" genoemd wordt - Chaussée de Mons. De naam van deze plek komt van de brug die de Chaussée de Mons over spoorlijn 140 voert.
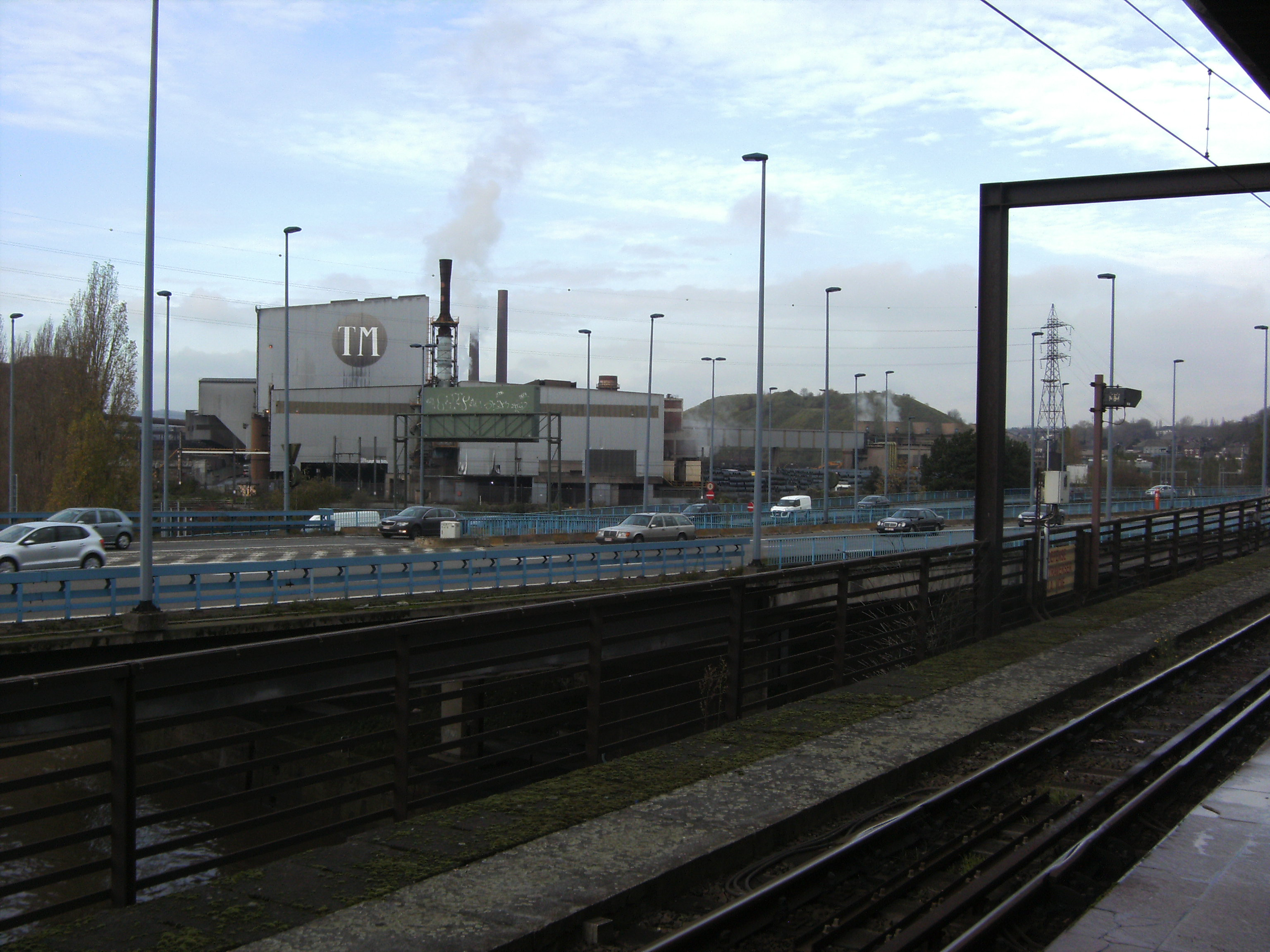
Viaduct langs metrostation Vilette van de métro léger de Charleroi.
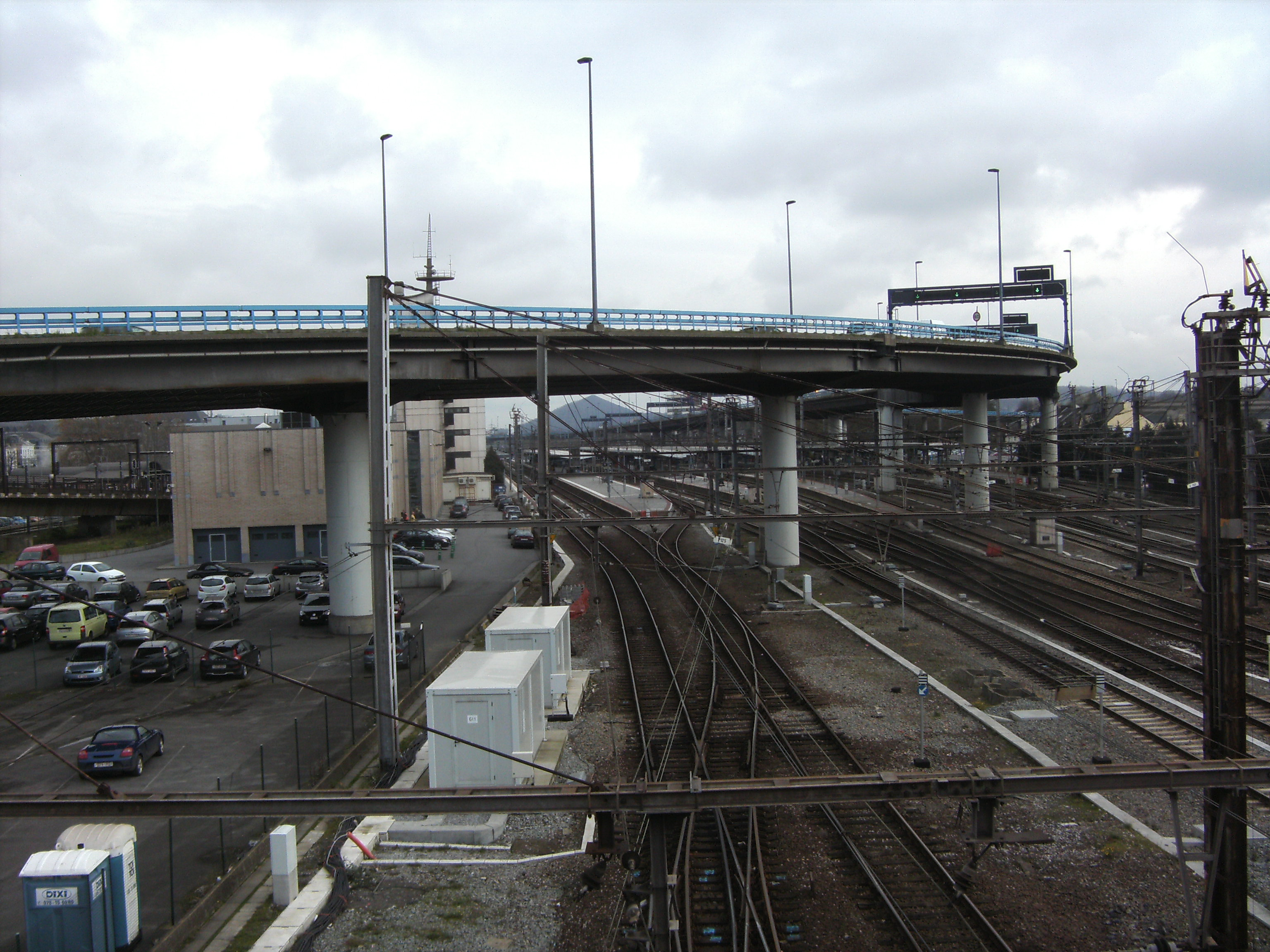
Viaduct boven het Station Charleroi-Centraal
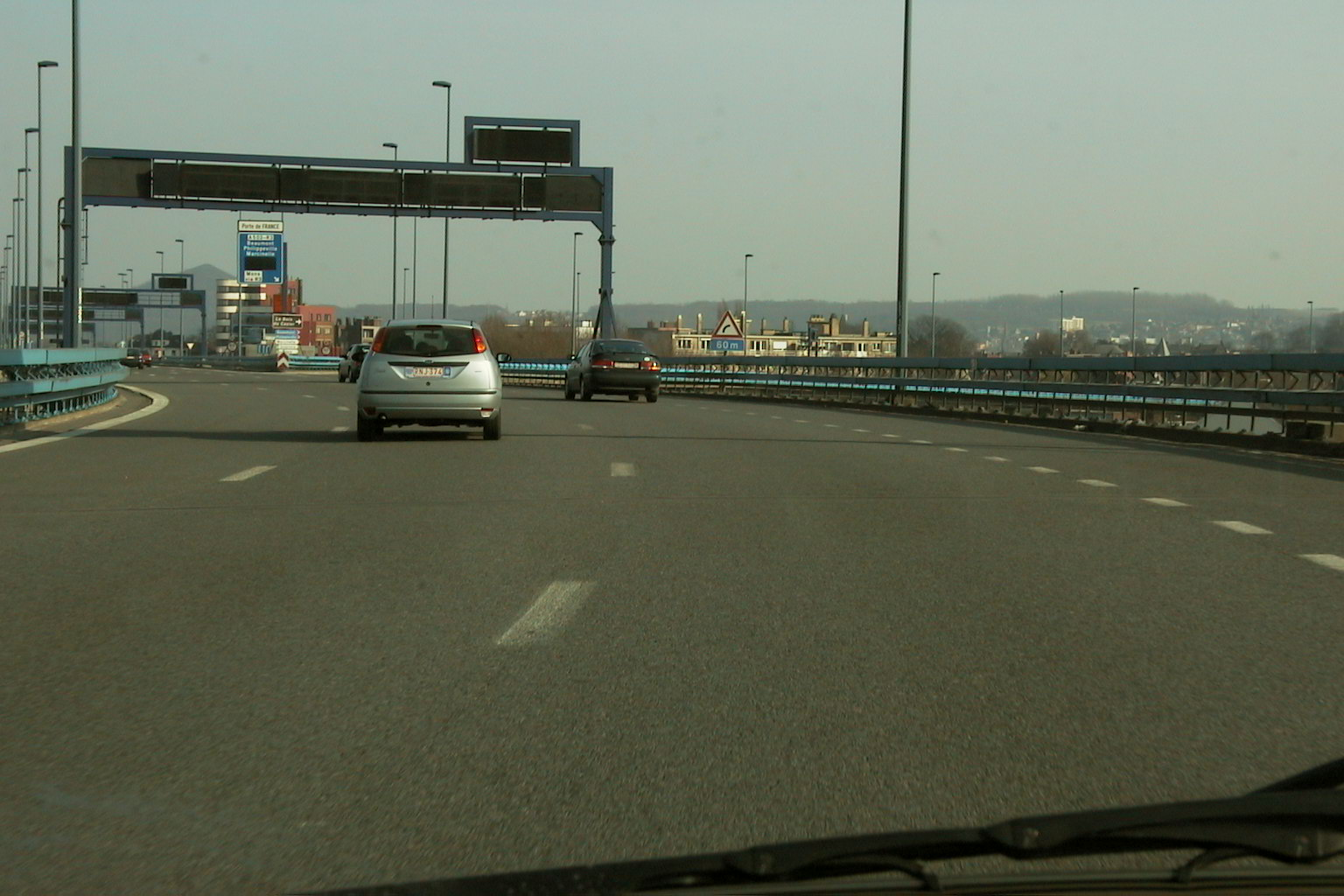
R9 ter hoogte van de Porte de France, gelegen boven station Charleroi-Centraal. De A54 naar het zuiden sluit hier aan op de ring.
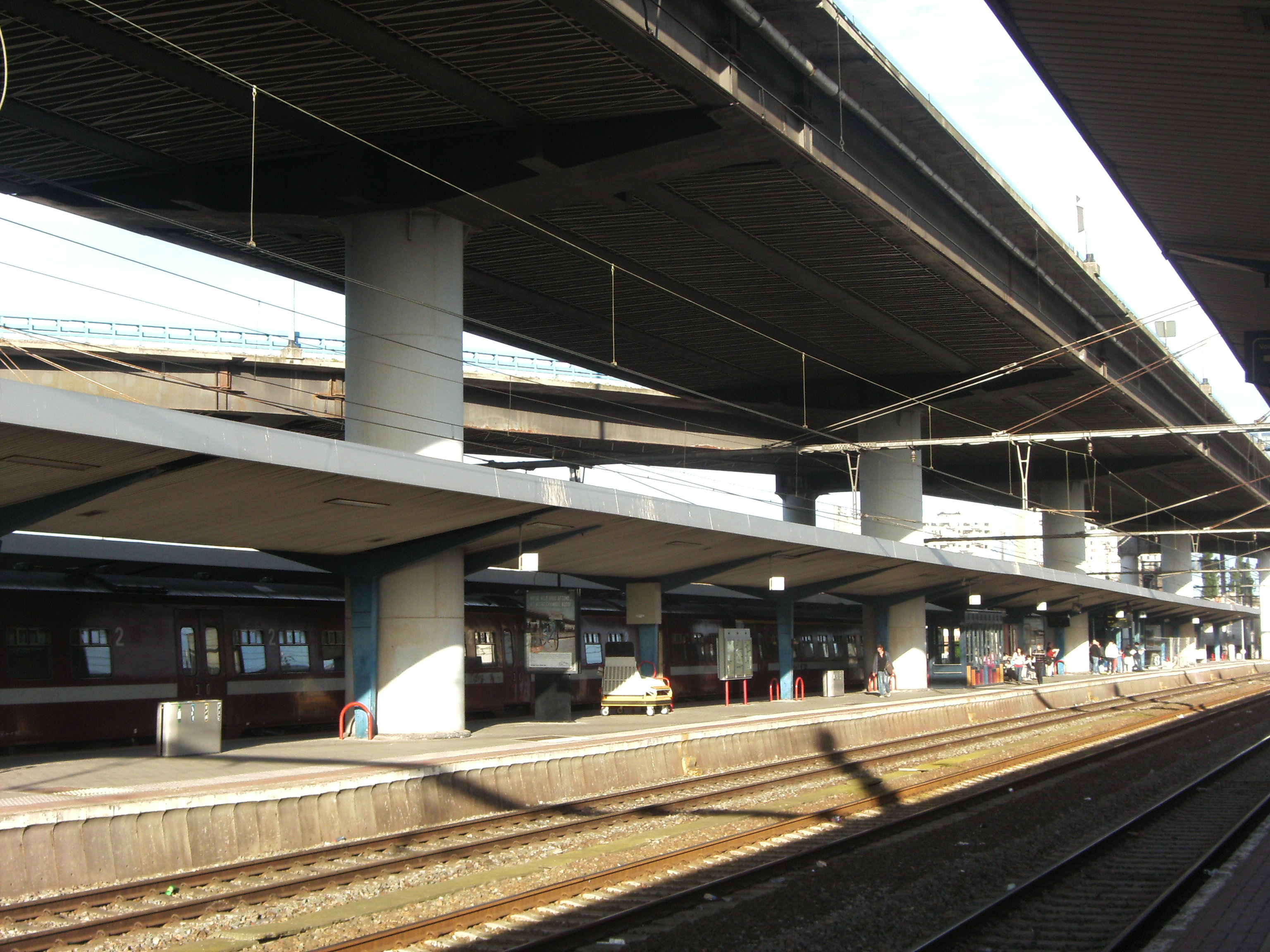
R9 ter hoogte van de Porte de France, gezien vanaf het station Charleroi-Centraal.
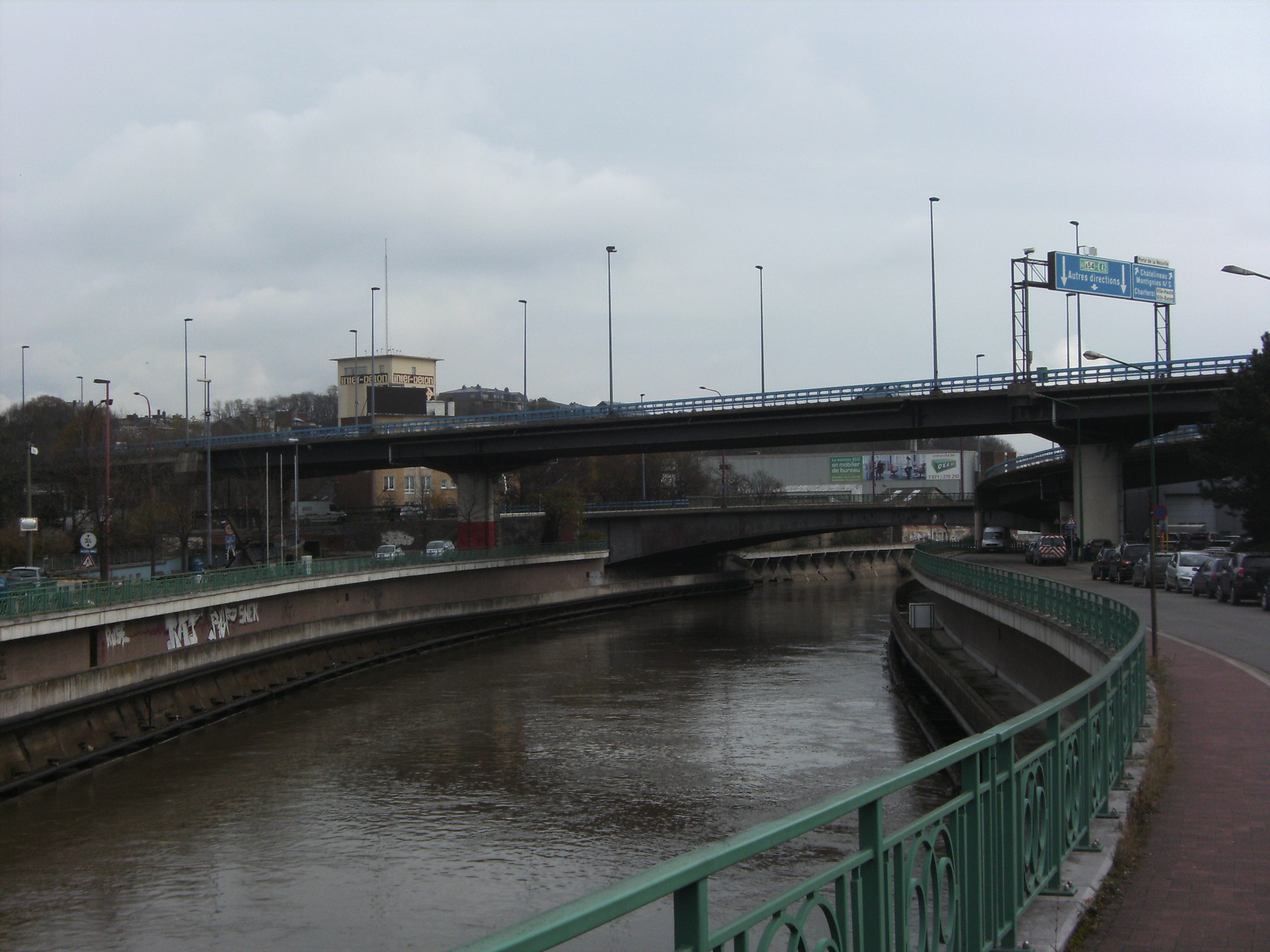
Brug over de Samber en brug in de weg naar Philippeville.
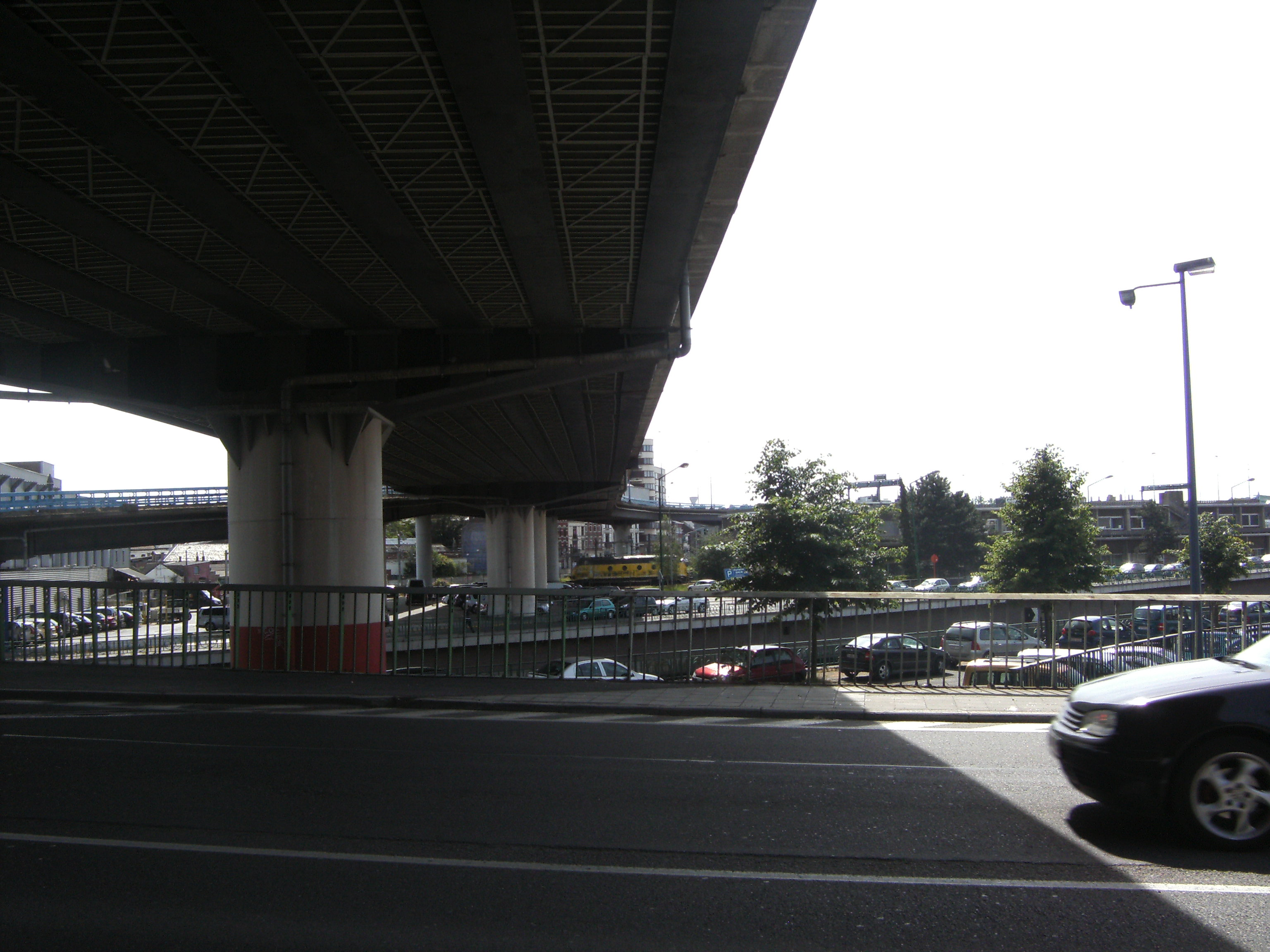
Brug over de Samber, gezien vanaf de Route de Philippevile (N5).
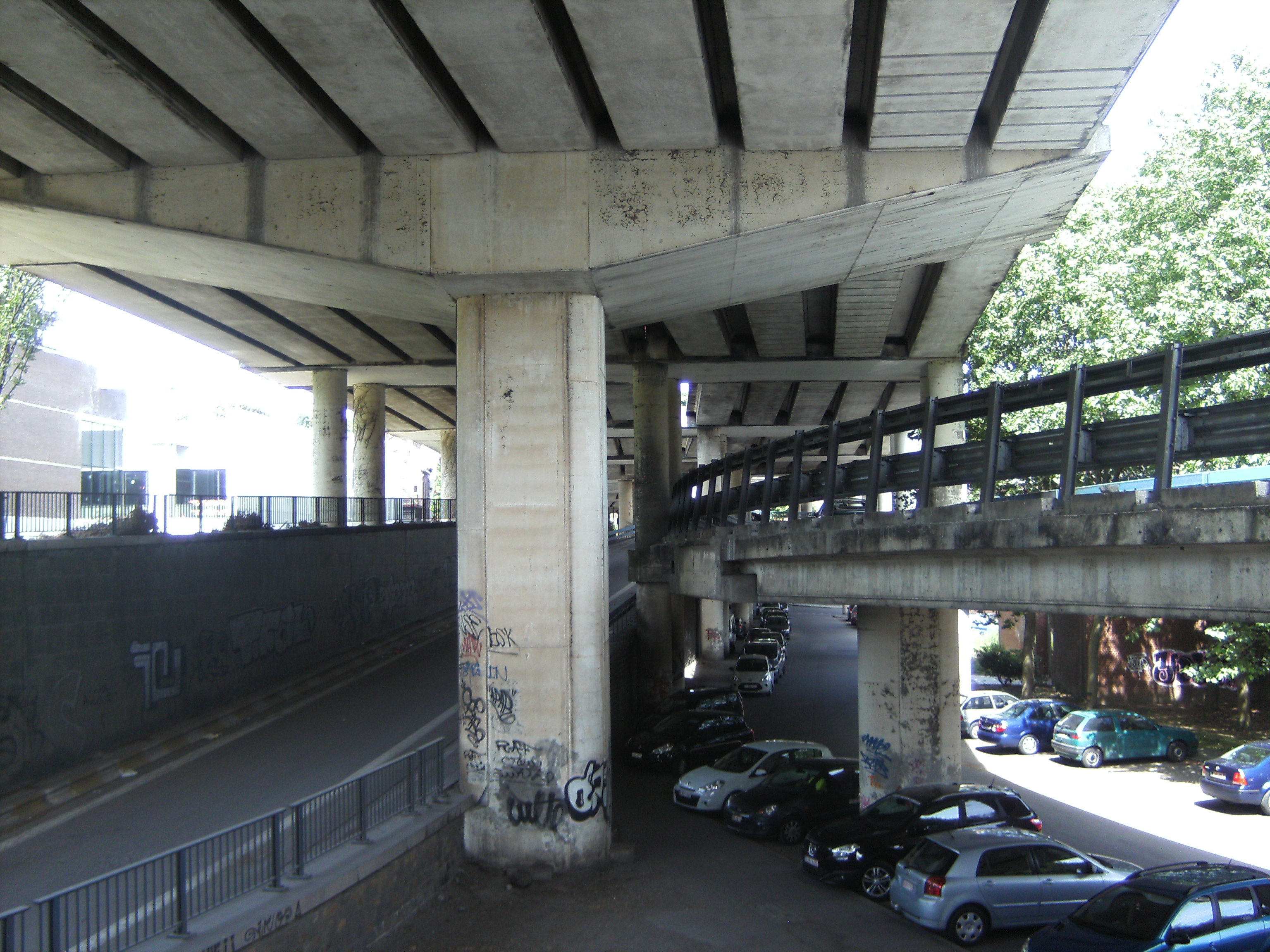
Omhoog richting de route de Philippeville.
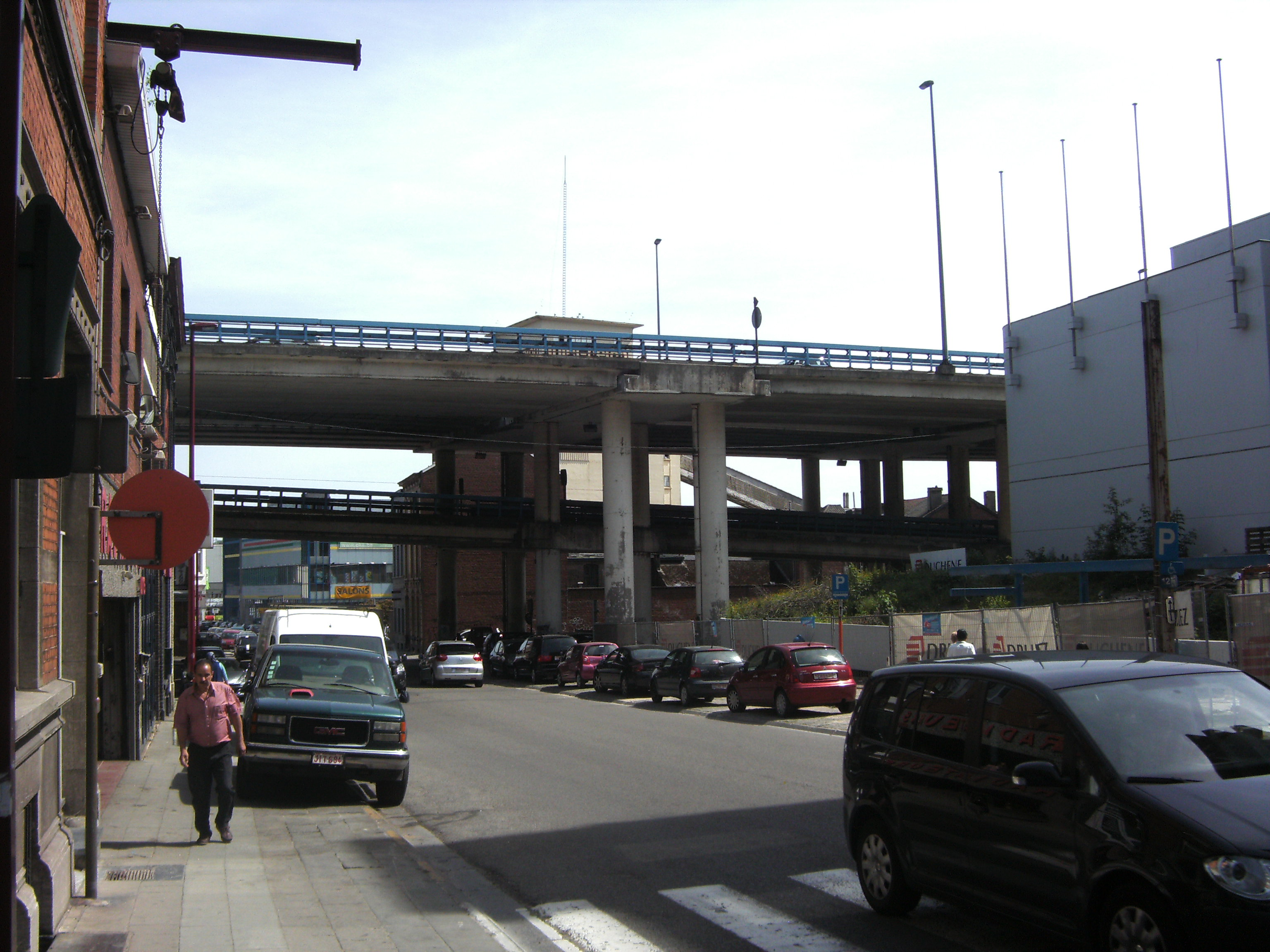
Dubbel viaduct over de Rue de Montigny.
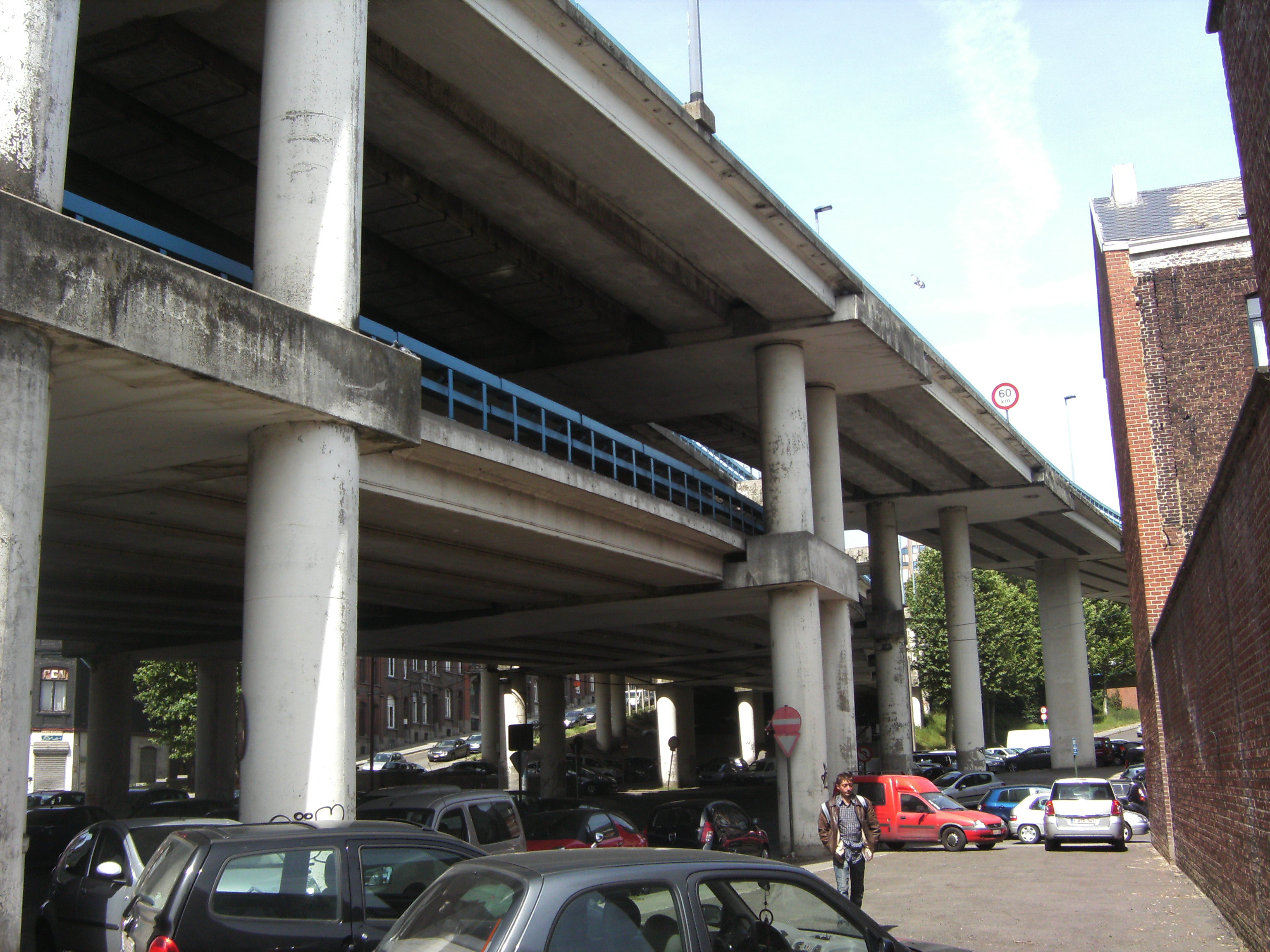
Dubbeldeks op- en afrit. Naar rechts slaat de afrit af naar Montignies-sur-Sambre, terwijl rechtdoor een weg naar de Boulevard Pierre Mayence gaat. Hieronder komen opritten vanuit Montignies en de Route de Philippeville binnen.
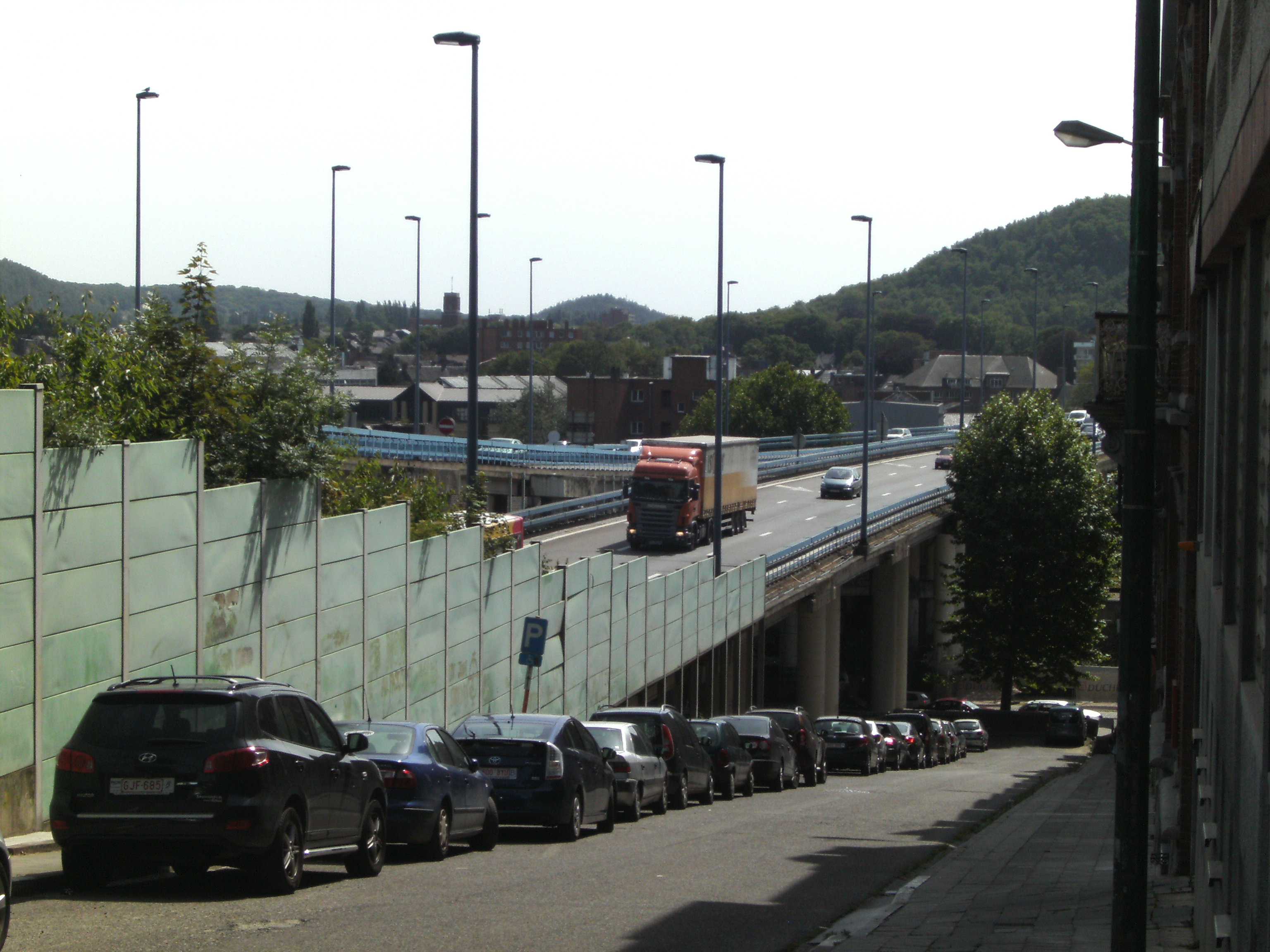
R9 ter hoogte van de Rue d'Assaut
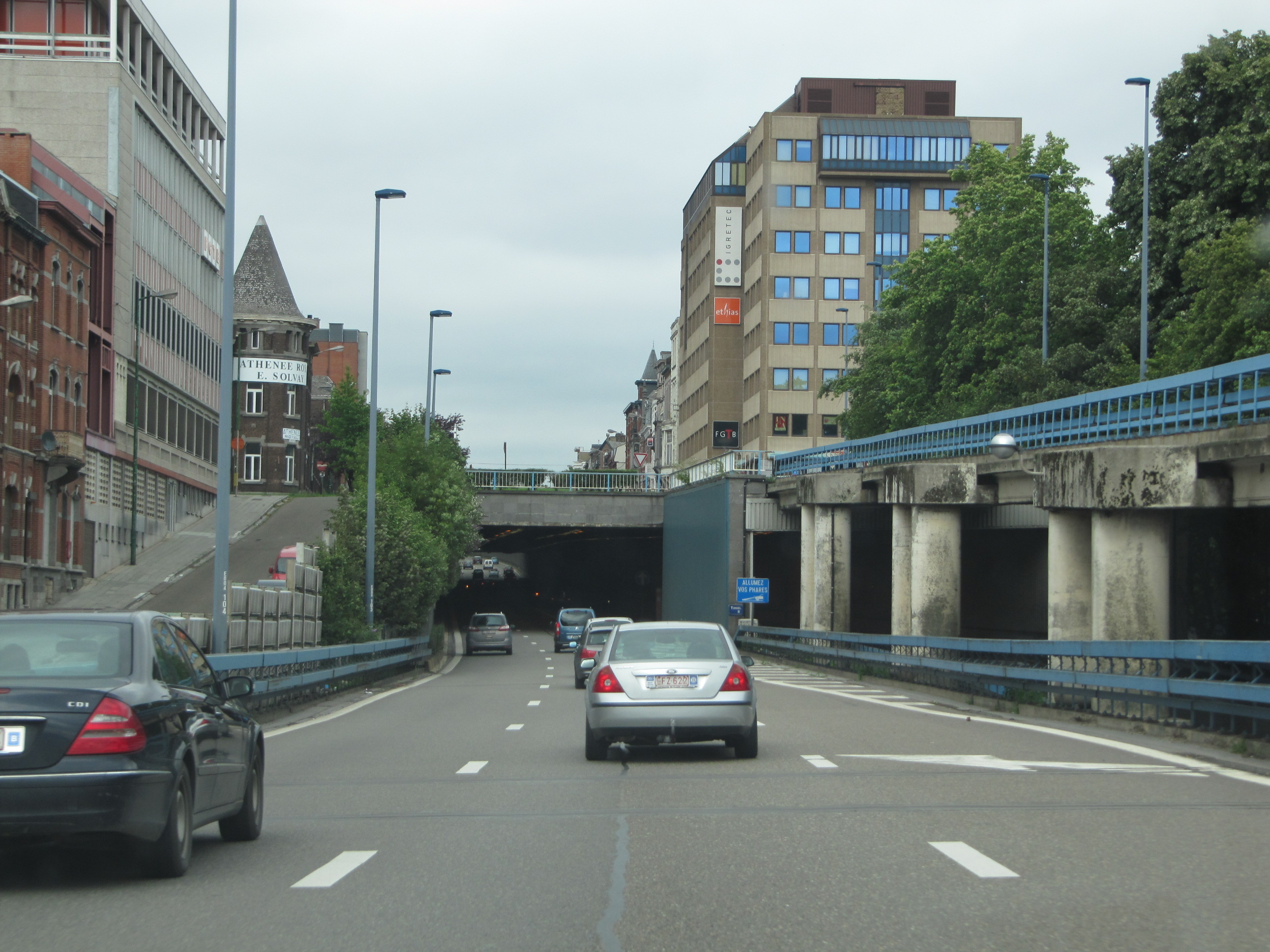
Portaal van de Tunnel de la Paix onder de Boulevard Pierre Mayence, met links de rue d'Assaut. Beneden-rechts is de tunnelingang voor de oprit vanaf de route de Philippeville, met daarboven de afrit richting Ville-Basse.
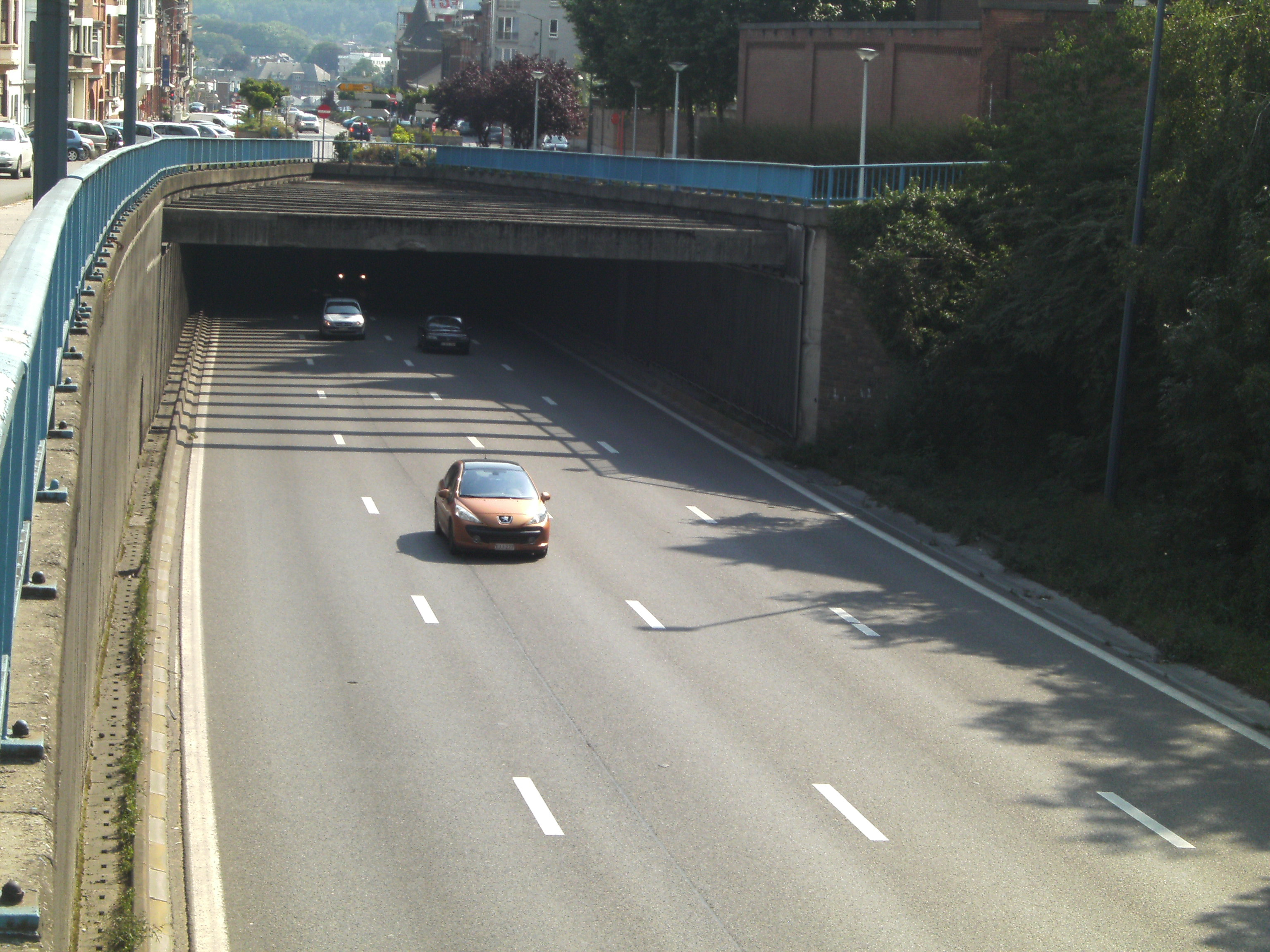
Uitgang van de Tunnel de la Paix.
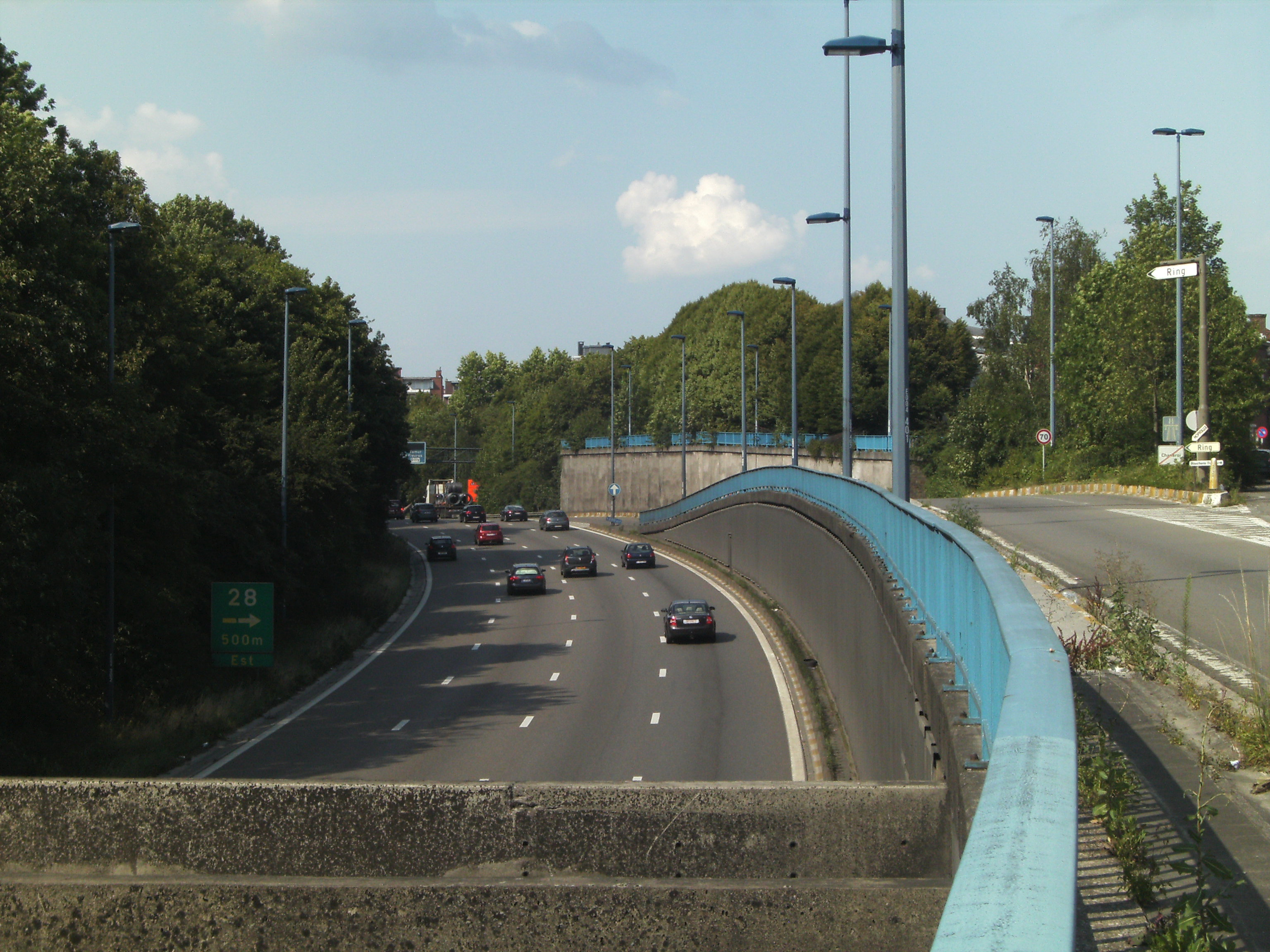
Omhoog richting de Rue de la Paix.
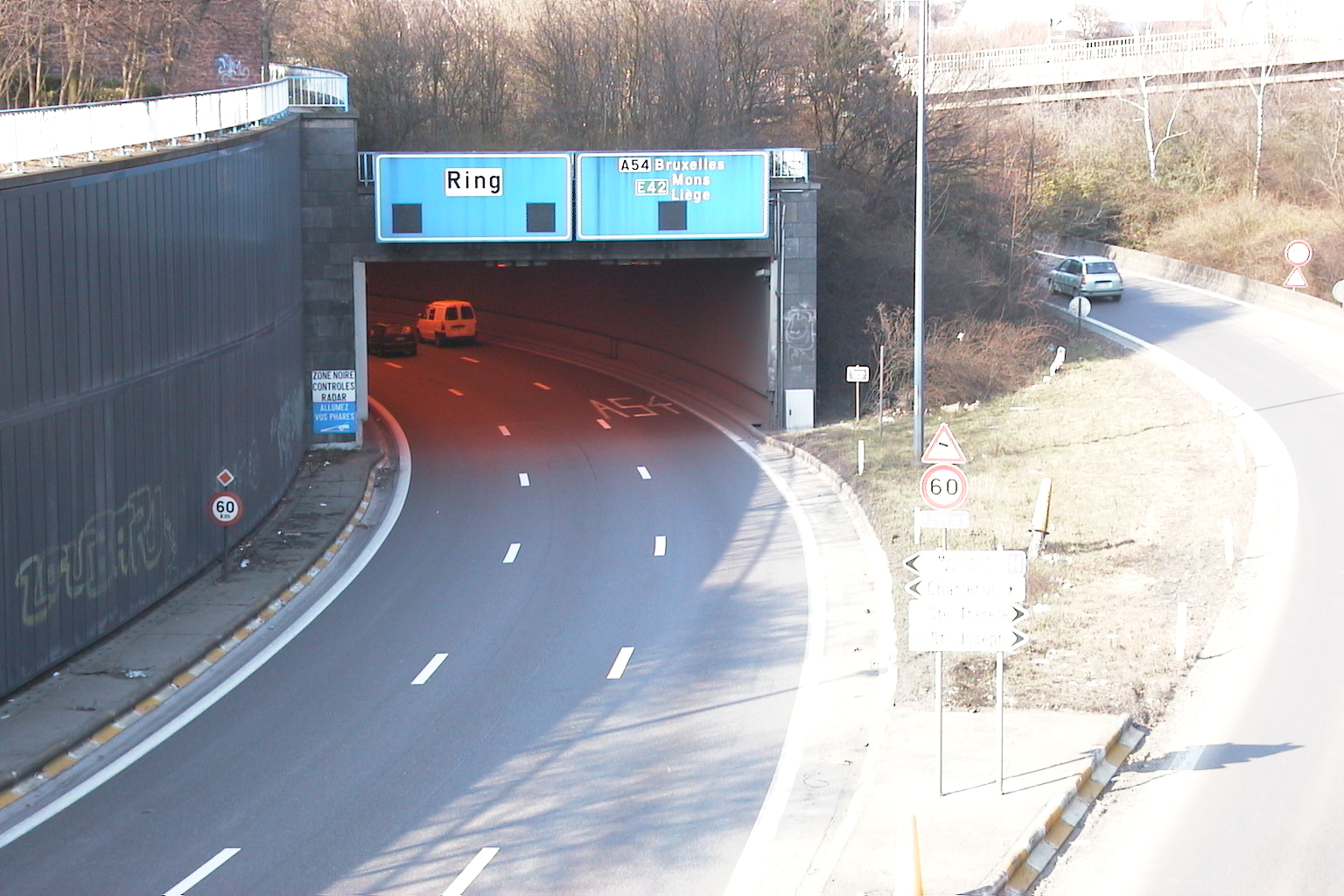
Ingang van de tunnel onder Square Hiernaux.